# Odesza
Odesza（有时使用风格化写作“ODESZA”）是一个来自美国华盛顿州西雅图的电子乐团体。乐队由哈里森·米尔斯（Harrison Mills）和克莱顿·奈特（Clayton Knight）在2012年组建。 两人是西华盛顿大学的同学。
Odesza在2012年9月发布了他们的首张专辑《Summer's Gone》，次年发布了首张EP《My Friends Never Die》，2014年9月发布第二张录音室专辑《In Return》。匈牙利电子乐手RAC重新混音的Odesza与Zyra合作的曲目《Say My Name》在第58届格莱美奖被提名为“最佳非古典重混制作”。在电子游戏《极限竞速 地平线3》中，他们的《Say My Name》被收录进游戏中的虚拟电台“Horizon Pulse”。在电子游戏《极限竞速 地平线4》中，他们的单曲《A Moment Apart》和《Late Night》分别被用作了游戏的开始界面音乐和虚拟电台“Horizon Pulse”的收录曲目。

## 乐队由来
乐队成员哈里森·米尔斯和克莱顿·奈特两人最初相识于他们在西华盛顿大学的第一年，不过两人没有立即产生音乐上合作的想法，直到即将毕业的2012年。奈特在小时候曾学习过古典钢琴，后来又学过吉他。
乐队名称“Odesza”一词是来自于乌克兰城市敖德萨（Одеса，Odesa）的匈牙利语拼法。不过乐队采用这一词语的缘由是因為原本想採用米尔斯的叔叔的一艘名叫“Odessa”的沉船，在那次事故中只有他叔叔和另一位船员活了下来。然而他们发现“Odessa”一词已经被一支苏格兰的乐队所使用，所以他们想到了将词语中的“ss”改为“sz”，而匈牙利語的正確拼寫是“Odessza”。
乐队成员哈里森·米尔斯和克莱顿·奈特分别还有自己的艺名“Catacombkid”和“BeachesBeaches”。据两人的解释，Catacombkid来自于米尔斯喜欢的美国嘻哈歌手Aesop Rock的一首同名曲；而
BeachesBeaches是源于奈特在制作音乐时的个人经历。

## 乐队作品

### 录音室专辑
- 《Summer's Gone》 - 2012年
- 《In Return》 - 2014年
- 《In Return》(豪华版) - 2015年
- 《A Moment Apart》 - 2017年
- 《A Moment Apart》(豪华版) - 2018年
- 《The Last Goodbye》- 2022年
- 《The Last Goodbye》(豪华版) - 2023年

### EP
- 《My Friends Never Die》 - 2013年

### 混音专辑
- 《My Friends Never Die Remixes》 - 2013年
- 《Say My Name Remixes》 - 2014年
- 《All We Need Remixes》 -  2015年
- 《It's Only Remixes》 -  2016年

### 单曲
- 《Light》(featuring Little Dragon) -  2015年